# Thomas Schmidt
Thomas Schmidt (n. 18 februarie 1976, Bad Kreuznach, Renania-Palatinat, Germania) este un caiacist ce a reprezentat Germania, medaliat olimpic. A participat la 2 ediții ale Jocurilor Olimpice (2000, 2004) în care a câștigat o medalie de aur.